# نورت ریچموند (کالیفرنیا)
نورت ریچموند (به انگلیسی: North Richmond) یک منطقهٔ مسکونی در ایالات متحده آمریکا است که در شهرستان کنترا کوستا، کالیفرنیا واقع شده‌است. نورت ریچموند ۴٫۰۱۲ کیلومتر مربع مساحت و ۳٬۷۱۷ نفر جمعیت دارد و ۴٫۸۸ متر بالاتر از سطح دریا واقع شده‌است.